# Port lotniczy Wlora
Port lotniczy Wlora – port lotniczy i wojskowa baza lotnicza zlokalizowany w albańskim mieście Vlora.